# Cratere Larrocha
Larrocha  è un cratere sulla superficie di Mercurio.